# Vestards Šimkus
 (décembre 2021).
Si vous disposez d'ouvrages ou d'articles de référence ou si vous connaissez des sites web de qualité traitant du thème abordé ici, merci de compléter l'article en donnant les références utiles à sa vérifiabilité et en les liant à la section « Notes et références ».
Vestards Šimkus est un pianiste et compositeur letton né à Jurmala le 21 août 1984.
Il remporte le International Performers Competition à Stockholm en 2001, le Los Angeles’ Liszt Competition en 2002, le concours Kissinger Klavierolymp, relié au festival Kissinger Sommer, en 2007, et le Concours international de musique Maria Canals en 2009. Il a reçu le Latvian Grand Music Award en 2002 et a été décoré de l'Ordre de l'Étoile Blanche en 2005.
Il étudie à l'École supérieure de musique Reine-Sophie à Madrid avec Dmitri Bashkirov. Il joue régulièrement en concerts à travers l'Europe et les États-Unis depuis 1998.

## Discographie
pianiste
- Pēteris Vasks, Les Saisons (23 septembre 2009, Wergo) (OCLC 811550841)
- Interview With Beethoven : Sonates op. 2 no 3, Sonate op. 106 ; Šimkus, EU variations on a theme of Beethoven (30 mai/1er juin 2011, SACD Ars Produktion ARS 38 099) (OCLC 795422358)
- Antonio Soler, Sonate pour clavier no 16-27 (2011, Naxos)
- Wagner, Fantasia* en fa dièse mineur WWV 22 ; Mort d'Isolde* ; Wagner-Liszt, Spinnerlied [extr. Der fliegende Holländer] ; Wagner-Gould, Siegfried Idyll - Vestards Šimkus, piano et arrangements* (mai 2012, Ars Produktion 38 123) (OCLC 847547093)

Compositeur
- Concerto pour piano ; Études – Vestards Šimkus, piano (1-3, 13 septembre 2021, Skani 134)